# Kanonik

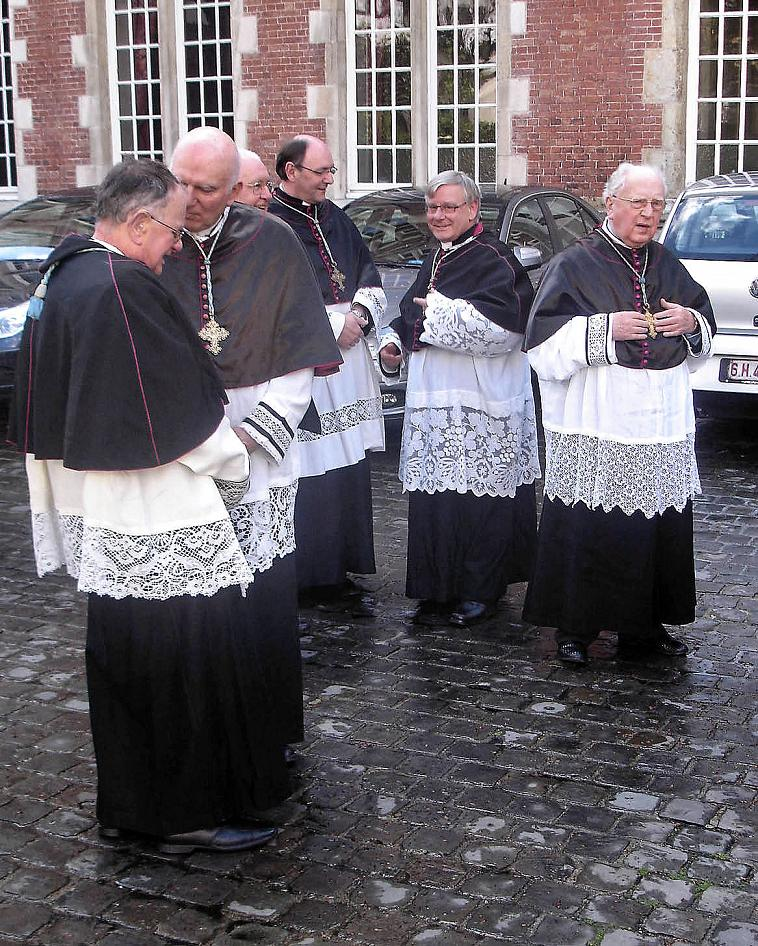
Kanonicy kapituły kolegiackiej w rodzajowych strojach chórowych

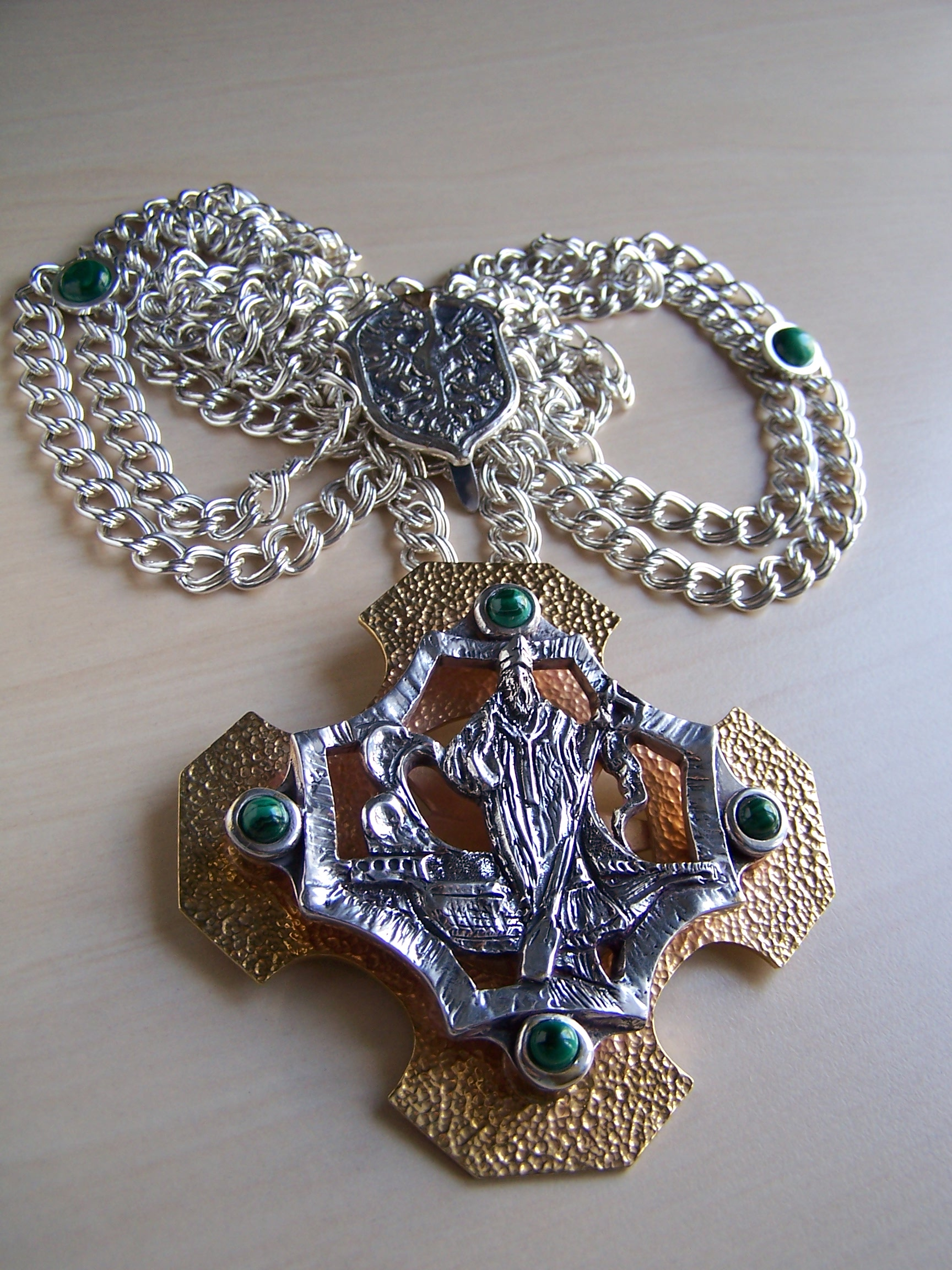
Krzyż kanonicki Kapituły Kolegiackiej Staroszkockiej z wizerunkiem św. Wojciecha, autor Giennadij Jerszow

Kanonik (łac. canonicus) – wczesnośredniowieczna nazwa duchownych, żyjących według reguł kanonicznych przy kościołach biskupich (katedrach) lub kolegiatach; współcześnie – tytuł kapłanów uhonorowanych za szczególne zasługi dla kościoła lokalnego, zobowiązanych do sprawowania określonych obrzędów liturgicznych wraz z innymi kanonikami lub miejscowym biskupem.
Dawniej od kanoników nie wymagano posiadania święceń, lecz jedynie tonsury (tzw. kanonicy „świeccy”).
Kanonicy tworzą kapituły katedralne oraz kolegiackie. Zasadniczo dzielą się na:
- kanoników gremialnych (inaczej rzeczywistych, czyli tytularnych)
- kanoników ponadliczbowych (bez prebendy)
- kanoników honorowych[2].

## Strój
Prawo kanoniczne od 1972 roku odebrało kanonikom następujące przywileje dotyczące stroju chórowego, dotychczas niekiedy stosowane: mantolet, pas z frędzlami, czerwone skarpety, buty z klamrami, fioletowe ferraiolone, rokieta, mitra, pastorał, pierścień i pektorał. Ponadto zabroniony jest fioletowy mucet, chyba że kanonik jest biskupem – niebędący nimi kanonicy mają nosić mucety czarne lub szare z fioletowymi obszyciami. Strój chórowy kanonika według prawa kanonicznego określony jest tylko jako komża nałożona na sutannę właściwą jego randze (zupełnie czarna dla prezbitera bez dodatkowych godności, czarna z fioletowymi obszyciami i guzikami dla Kapelana Jego Świątobliwości itd.) oraz czarny lub popielaty mucet z fioletowymi obszyciami. Prawo kanoniczne nie wspomina o kolorze pomponu przy birecie, a z CLPB można wnioskować, że jest on koloru przysługującego randze kapłana (fioletowy dla Kapelanów Jego Świątobliwości itd.). W praktyce wiele kapituł kanonickich utrzymało jednak własne zasady co do stroju chórowego kanoników stanowiące nadużycia i niekiedy stojące w sprzeczności z ceremoniałem (powszechnie stosowane są na przykład wyraźnie zabronione fioletowy mucet i rokieta). Wiele kapituł kanonickich kontynuuje tradycję własnego ustalania strojów chórowych kanoników, co prowadzi niekiedy do wyraźnych między nimi różnic. Wyjątek stanowią kapituły z indultem papieskim.
Powszechnie kojarzona z kanonikami sutanna Kapelana Honorowego Jego Świątobliwości (z fioletowymi guzikami, obszyciami i pasem) oraz biret z fioletowym pomponem należą do elementów przewidzianych w statutach konkretnych kapituł, nie są zaś ani nieodzownymi ani obowiązkowymi elementami stroju kanonika patrząc pod kątem prawa kanonicznego. W przypadku, gdy dana kapituła nie miałaby w swym statucie określonych przywilejów co do stroju chórowego, kanonik będący prezbiterem bez dodatkowych godności nosiłby całkowicie czarną sutannę, czarny biret z czarnym pomponem, komżę, czarny lub szary mucet obszyty fioletowym sznurkiem oraz dystynktorium kapituły. Kanonikami gremialnymi i honorowymi mogą być jednak również prezbiterzy z godnościami papieskimi (kapelani Jego Świątobliwości, prałaci honorowi Jego Świątobliwości, protonotariusze apostolscy nadliczbowi). Wówczas ważniejszy jest strój kanonika, jednakże wyłącznie przy czynnościach liturgicznych pełnionych w obrębie obowiązków kanonickich na terenie kapituły; poza jej terenem strój chórowy kanonika bez dodatkowych godności nie różni się od stroju zwykłego prezbitera i składa z czarnego biretu oraz komży. Analogicznie, kapłani z godnościami papieskimi w liturgii poza obrębem kapituły ubierają strój chórowy właściwy dla swojej godności, bez elementów stroju kanonika (mucetu, dystynktorium oraz ewentualnego biretu z kolorowym pomponem). Kanonikom honorowym danej kapituły przysługują te same przywileje dotyczące stroju, co kanonikom gremialnym, na takich samych zasadach.
W stroju na uroczyste okazje niezwiązane z liturgią kanonicy w praktyce często przywdziewają sutannę z fioletowymi guzikami oraz obszyciami przepasaną fioletowym pasem nadane im przepisami kapituły, przez co odpowiadają strojem Kapelanom Honorowym Jego Świątobliwości.

Szablon herbu kanonika (na taśmie pod herbem znajduje się dewiza)

Szablon herbu prepozyta (przewodniczącego kapituły kanoników)

Do dodatkowych przywilejów względem stroju nadawanych przez biskupa diecezjalnego (często wraz z tytułem kanonika honorowego) należą:
- E.C. – Expositorium Canonicale – noszący purpurowe podbicie komży oraz pompon purpurowy w birecie;
- R.M. – Rochettum et Mantolettum – posiadający przywilej noszenia rokiety i mantoletu

| |  |
| Przykłady strojów chórowych różnych kapituł kanoników, od lewej: - strój z rodzajowym mucetem przewidzianym w prawie kanonicznym, fioletowe akcenty przy birecie i sutannie wzięte ze statutu kapituły - strój kapituły kolegiackiej przy bazylice św. Heleny w Birkirkarze na Malcie - strój kapituły przy Konkatedrze św. Stanisława Biskupa w Ostrowie Wielkopolskim oraz kapituły przy Archikatedrze św. Stanisława Kostki w Łodzi - strój kapituły kolegiackiej pw. Bożego Ciała w Jarosławiu, również strój maltańskiej kapituły katedralnej w dni powszednie - strój maltańskiej kapituły katedralnej w dni święte |  |